# Agnes Reisch
Pour les articles homonymes, voir Reisch.
Agnes Reisch, née le 11 octobre 1999, est une sauteuse à ski allemande.

## Biographie
Agnes Reisch, licenciée au club WSV Isny, fait ses débuts internationaux chez les séniors en fin d'année 2014 dans la Coupe continentale.
Au Festival olympique de la jeunesse européenne 2015, elle décroche une médaille de bronze en individuel, à égalité avec Luisa Görlich et une médaille d'or par équipes mixtes. Au mois de septembre, elle figure déjà sur son premier podium en Coupe continentale à l'âge de quinze ans au Midtstubakken.
En janvier 2016, elle est sélectionnée pour sa première étape de Coupe du monde à Oberstdorf et marque ses premiers points avec une 13e place. En 2017, elle est championne du monde junior par équipes dans l'Utah.

## Palmarès

### Championnats du monde
| Épreuve / Édition  | Trondheim 2025 |
| Petit tremplin     |                |
| Grand tremplin     |                |
| Par équipes        | Bronze         |
| Par équipes mixtes |                |

### Coupe du monde
- Meilleur classement général : 35e en 2016.
- 1 podium en individuelle : 1 deuxième place.
- 1 podium en Super Team : 1 victoire.
- 1 podium en mixte par équipe : 1 victoire.

#### Classements généraux annuels
| Année | Rang |
| 2016  | 35e  |
| 2017  | 37e  |
| 2018  | 48e  |
| 2019  | 49e  |
| 2021  | 43e  |

### Championnats du monde junior
- Utah 2017 :
  -  Médaille d'or par équipes.
  -  Médaille d'argent par équipes mixtes.
- Lahti 2019 :
  -  Médaille d'argent par équipes.
  -  Médaille de bronze par équipes mixtes.

### Jeux olympiques de la jeunesse
- Lillehammer 2016 :
  -  Médaille d'argent par équipes.

### Festival olympique de la jeunesse européenne
- Tschagguns 2015 :
  -  Médaille d'or par équipes mixtes.
  -  Médaille de bronze en individuel.